# Рогіз широколистий
{{#ifeq:0|0|{{#if:|{{#if:Typhalatifolia|[[]}}|}}}}
Рогі́з широколи́стий (Typha latifolia) — вид рослин роду рогіз (Typha) родини рогозових (Typhaceae).
Місцеві назви — рогіз, рогоза, киях, султанчик, комиш (останнє неправильно).

## Ботанічна характеристика
Рогіз широколистий — багаторічна трав'яниста рослина.
100—250 см заввишки, з потовщеним кореневищем, вкритим лускоподібними листками, що швидко обпадають.

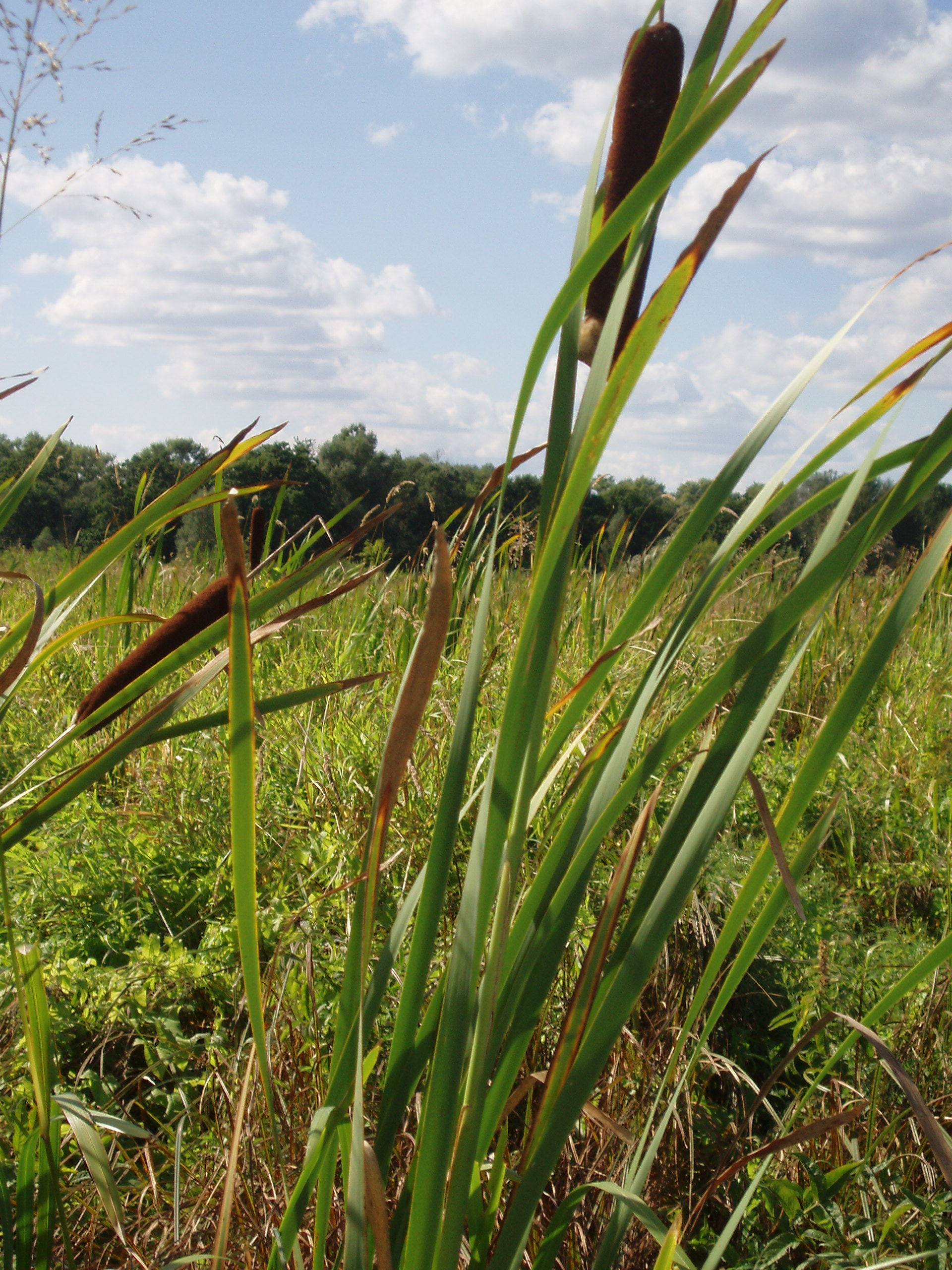
Рогіз широколистий під Києвом

Стебло (комишина, очеретина) — товсте, циліндричне, без вузлів.
Листки (пі́рце) — піхвові, широко лінійні, до 20 мм завширшки, сіро-зеленого кольору, зібрані при основі стебла.
Квітки (зах.-поліс. говір кача́лка, сх.-поліський діал. качалки́, ко́тики) — дуже дрібні, одностатеві, зібрані в циліндричні колоски. Верхня частина колоса з тичинковими квітками, нижня — з маточковими. Маточкова частина суцвіття циліндрична (30 см завдовжки, 20-40 мм завширшки), трохи довша за тичинкову, чорна-бура або майже чорна, оксамитова від безлічі злиплих приймочок, безпосередньо прилягає до тичинкової. Оцвітина з численних, довгих, тонких щетинок. У тичинкових квітках, звичайно, три тичинки з більш-менш вільними нитками, у маточкових одна маточка з верхньою зав'яззю на ніжці і довгим стовпчиком з лопатчасто-ланцетною приймочкою.
Чорний початок рогозу — це суцвіття жіночих маточкових квіток. Нагорі суцвіття на початку цвітіння буває білувате суцвіття чоловічих квіток з трьома тичинками в кожному. Воно швидко відцвітає і засихає.
Рогіз запилюється вітром. Насіння покриті волосками і, потрапляючи в воду, тримаються на поверхні два-три дні, а потім тонуть. Пух із суцвіть рогозу раніше додавали до пуху кролів при виготовленні фетрових капелюхів. Довгі стебла рогозу гнучкі і міцні. Листя, що досягають 3 метрів довжини, мають до двадцяти повітряних судин з перегородками, видимими неозброєним оком.
Плід — маленький горішок з щетинками при основі.

## Поширення

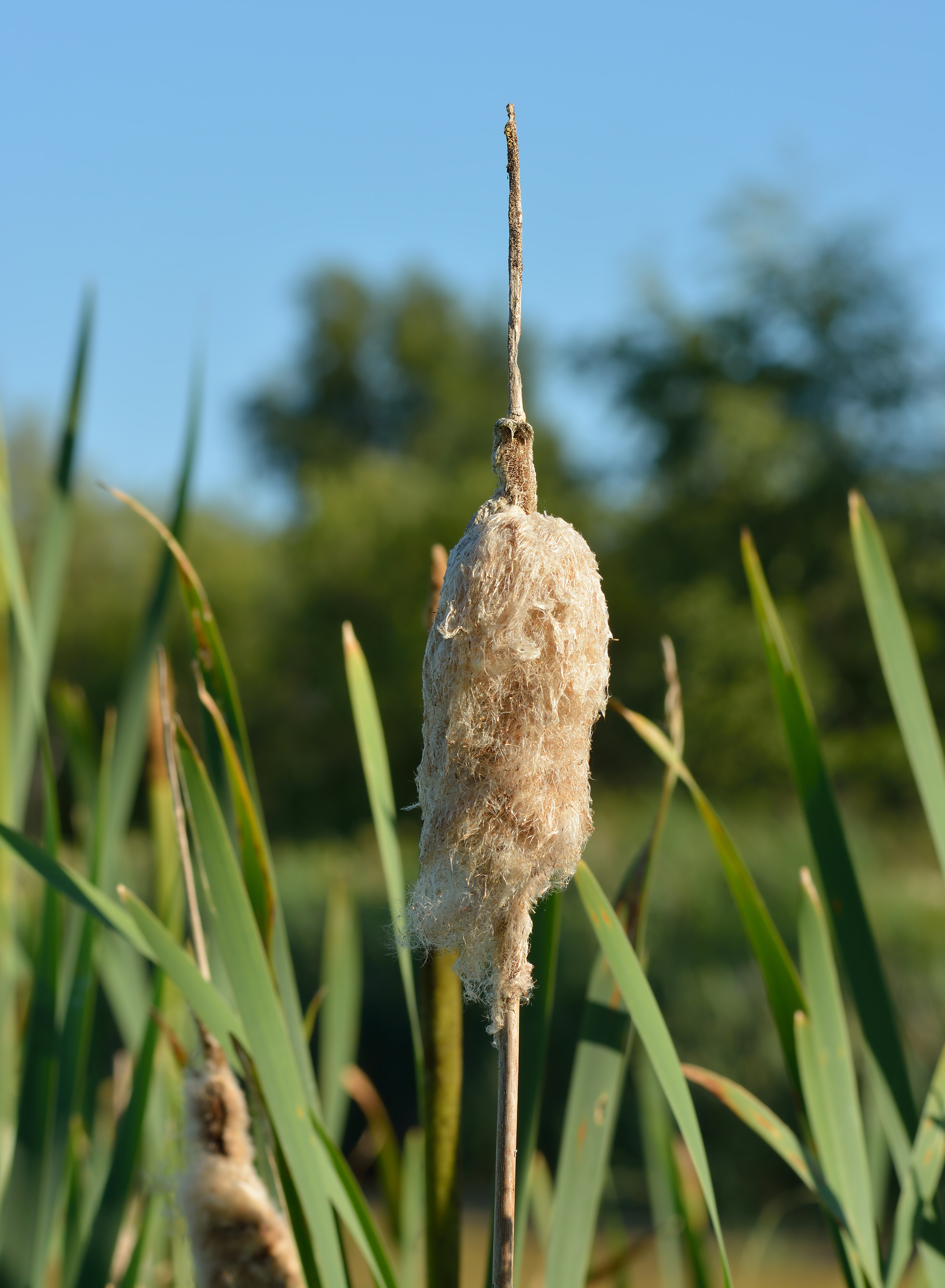

Трапляється рогіз широколистий по всій Україні — по берегах водойм, у ровах, на лісових болотах, у вільшняках, заплавах.
Рогіз широколистий — тіньовитривала рослина.
Цвіте у червні—липні.

## Використання
Рогіз широколистий, як і решта рогозів — цінна плетивна, волокниста, целюлозно-паперова, будівельна, харчова, кормова, лікарська і декоративна рослина.
Про це більш детально дивіться: Практичне використання рогозів.
Кореневища й молоді пагони рогозу широколистого споживають маринованими, а кореневища, крім того, і печеними.
У народній медицині надземну частину рогозу широколистого використовують проти кривавого проносу і від наривів у ротовій порожнині, а волоски прикладають до наривів, що виникли внаслідок обмороження.
Зелена маса рогозу широколистого для силосування непридатна, бо містить повітроносну тканину. Сухі ж кореневища, які містить 25-58 % крохмалю і до 10 % цукру придатні для відгодівлі свиней і виробництва спирту. Однак відомі випадки отруєння коней при поїданні рогозу широколистого у суміші з іншими кормами.

## Збирання, переробка та зберігання
Найкраще заготовляти рогіз для плетіння з 15 серпня по 1 жовтня, бо в цей час листки рогозу мають найбільшу міцність і гнучкість, але в багатьох місцевостях рогіз заготовляють при настанні морозів (по льоду) .
Як підв'язувальний матеріал рогіз скошують у липні, пров'ялюють на сонці 2-3 доби, після чого нижню частину рослини (60 см завдовжки) відрізують і просушують протягом шести-семи днів. Висушений матеріал зберігається, а перед використанням його намочують і розділяють на стрічки.